# Origin of Symmetry
Origin of Symmetry – drugi studyjny album angielskiego zespołu rockowego Muse, wydany 17 lipca 2001 roku przez wytwórnię Mushroom Records. Dopiero cztery lata później (20 września 2005) płyta doczekała się wydania w Stanach Zjednoczonych. Krążek promowały utwory: "Plug In Baby", "New Born", "Bliss", "Feeling Good" oraz "Hyper Music", z których dwa ostatnie zostały wydane razem jako podwójny A-side. Od momentu wydania nagranie rozeszło się w ponad 1,5-milionowym nakładzie.
Na Origin of Symmetry widoczne jest odejście zespołu od charakterystycznego dla poprzedniego albumu brzmienia typowego rocka alternatywnego. Dominic Howard dodał do swojego standardowego zestawu perkusyjnego kilka nowych instrumentów, a wokalista Matthew Bellamy w antyreligijnej "Megalomanii" zagrał na wydających bardzo charakterystyczny dźwięk organach piszczałkowych. Siłą napędową płyty jest linia basowa, podczas gdy gitara elektryczna częściej stanowi raczej dodatkowy podkład dźwiękowy niż prowadzi melodię. Bas Christophera Wolstenholme'a jest zniekształcony i posiada kilka innych efektów, dzięki czemu mógł osiągnąć większą doniosłość. To oraz odejście od głównej progresji akordowej pozwoliło na granie wyższych nut.

## Ciekawostki
Nazwa płyty pochodzi z konceptu przedstawionego przez Michio Kaku w jego książce Hiperprzestrzeń. Bellamy znany jest bowiem ze swoich zainteresowań przestrzenią kosmiczną i fizyką teoretyczną.
W 2001 roku zespół napotkał problemy z Maverick Records, która wcześniej wydała debiutancki album grupy (Showbiz) w Stanach Zjednoczonych. Wytwórnia poprosiła kapelę o usunięcie z OoS fragmentów śpiewanych przez Bellamy'ego falsetem, gdyż twierdziła, że wysoka skala głosu może zniechęcić stacje radiowe do emisji utworów. Członkowie Muse nie wyrazili jednak na to zgody i postanowili zerwać współpracę z MR. Z tego powodu Origin of Symmetry został wydany za Oceanem dopiero w 2005 roku.
Utwór "New Born" został zremiksowany przez znanego didżeja Paula Oakenfolda, a jego wersja znajduje się na ścieżce dźwiękowej do filmu Kod dostępu. "Feeling Good" z kolei jest coverem piosenki z 1965 roku napisanej na potrzeby musicalu The Roar of the Greasepaint – the Smell of the Crowd. Nowa wersja przypadła do gustu firmie Nestle, która chciała wykorzystać ją w reklamie swojej kawy. Mimo braku zezwolenia od zespołu Nestle korzystało z utworu, przez co Muse skierowali sprawę do sądu. Zespół wygrał, a otrzymaną rekompensatę (500 tys. funtów) przeznaczył na konto organizacji Oxfam. Utwór Feeling Good znalazł się również na ścieżce dźwiękowej filmu Siedem dusz.
Swoją "przygodę" z telewizją miał także inny utwór z tej płyty, "Space Dementia", którego początkowy fragment został wykorzystany w reklamie zapachu Midnight Poison marki Dior. Twarzą reklamy była francuska aktorka Eva Green.
W 2006 roku czytelnicy brytyjskiego magazynu Q wzięli udział w głosowaniu na 100 najlepszych albumów w historii. Krążek Muse zajął w nim 74. miejsce.

## Lista utworów
Twórcą wszystkich piosenek (z wyjątkiem "Feeling Good") jest Matthew Bellamy.
1. "New Born" – 6:01
2. "Bliss" – 4:12
3. "Space Dementia" – 6:20
4. "Hyper Music" – 3:20
5. "Plug In Baby" – 3:40
6. "Citizen Erased" – 7:19
7. "Micro Cuts" – 3:38
8. "Screenager" – 4:20
9. "Darkshines" – 4:47
10. "Feeling Good" (Brucisse, Newley) – 3:19
11. "Futurism" (bonus track na wydaniu japońskim) – 3:27
12. "Megalomania" – 4:38

## Twórcy
- Matthew Bellamy – śpiew, gitara elektryczna, piano, keyboard, Wurlitzer piano w "Feeling Good", organy piszczałkowe w "Megalomania", produkcja, miksowanie
- Christopher Wolstenholme – gitara basowa, wokal wspierający, kontrabas w "Feeling Good", wibrafon, produkcja, miksowanie
- Dominic Howard – perkusja, instrumenty perkusyjne, produkcja, miksowanie

### Współpraca
- Clare Finnimore – altówka
- Sara Herbert – skrzypce
- Caroline Lavelle – wiolonczela
- Jacqueline Norrie – altówka

## Wideografia
- "Plug In Baby" - Howard Greenhalgh (5 marca 2001)
- "New Born" - David Slade (5 czerwca 2001)
- "Bliss" - David Slade (20 sierpnia 2001)
- "Hyper Music" - David Slade (19 listopada 2001)
- "Feeling Good" - David Slade (19 listopada 2001)

## Notowania

### Album
| Rok  | Kraj            | Pozycja |
| ---- | --------------- | ------- |
| 2001 | Francja         | 2       |
| 2001 | Wielka Brytania | 3       |
| 2001 | Włochy          | 5       |
| 2001 | Austria         | 7       |
| 2001 | Belgia          | 9       |
| 2001 | Norwegia        | 11      |
| 2001 | Szwajcaria      | 14      |
| 2001 | Holandia        | 19      |
| 2001 | Australia       | 22      |
| 2001 | Finlandia       | 30      |
| 2001 | Nowa Zelandia   | 43      |

### Single
| Rok  | Nazwa                      | Lista            | Pozycja |
| ---- | -------------------------- | ---------------- | ------- |
| 2001 | "Plug In Baby"             | UK Singles Chart | 11      |
| 2001 | "New Born"                 | UK Singles Chart | 12      |
| 2001 | "Bliss"                    | UK Singles Chart | 22      |
| 2001 | "Hyper Music/Feeling Good" | UK Singles Chart | 24      |

- Żaden z wyżej wymienionych utworów nie zdołał przebić się na amerykańską listę Modern Rock Tracks.
- Wszystkie single zostały wydane na podwójnych CD i siedmiocalowych płytach winylowych.